# Aedes angustivittatus
Aedes angustivittatus är en tvåvingeart som beskrevs av Dyar och Frederick Knab 1907. Aedes angustivittatus ingår i släktet Aedes och familjen stickmyggor. Inga underarter finns listade i Catalogue of Life.